# Thrixspermum annamense
Thrixspermum annamense är en orkidéart som först beskrevs av André Guillaumin, och fick sitt nu gällande namn av Leslie Andrew Garay. Thrixspermum annamense ingår i släktet Thrixspermum och familjen orkidéer. Inga underarter finns listade i Catalogue of Life.